# Choose Love
Choose Love é o 14º álbum de estúdio de Ringo Starr, lançado em 2005.